# Abgeordnetenkammer (Ruanda)
Die Abgeordnetenkammer von Ruanda (auf Kinyarwanda: Umutwe w'Abadepite, auf französisch Chambre des Députés) ist das Unterhaus im parlamentarischen Zweikammersystem von Ruanda.
Die Abgeordnetenkammer besteht aus insgesamt 80 Abgeordneten, jedoch werden nur 53 in direkten Wahlen vom Volk gewählt. Weitere 24 Sitze sind für Frauen reserviert, die von Wahlkommissionen in den zwölf Provinzen benannt werden. Dadurch gibt es in der Abgeordnetenkammer de facto eine Frauenquote von 30 Prozent. Zwei Abgeordneten werden von Jugendorganisationen (National Youth Council) bestimmt, ein weiterer Abgeordnete von einer Behindertenorganisation (Federation of the Associations of the Disabled). Die Legislaturperiode dauert fünf Jahre.

## Parlamentspräsident

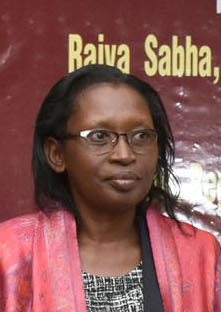
Parlamentspräsidentin Gertrude Kazarwa (2018)

Parlamentspräsidentin ist seit 14. August 2024 Gertrude Kazarwa von der Liberalen Partei, die mit 73 von 80 Stimmen gewählt wurde. Pie Nizeyimana von der Democratic Union of the Rwandan People (UDPR) erhielt 5 Stimmen, 2 weitere waren ungültig. Kazarwa löste Donatille Mukabalisa ab, die 2013 gewählt und 2018 wiedergewählt wurde und ebenfalls der Liberalen Partei angehört. Vor ihr war von 2008 bis 2013 Rose Mukantabana Parlamentspräsidentin.

## Wahlen

80 Sitze der Abgeordnetenkammer von Ruanda nach der Parlamentswahl 2024:
RPF-Koalition: 37 Sitze
Liberale Partei: 5 Sitze
Sozialdemokratische Partei: 5 Sitze
Ideal Democratic Party (PDI): 2 Sitze
Demokratische Grüne Partei Ruandas: 2 Sitze
Social Party Imberakuri (PS-Imberakuri): 2 Sitze
Indirekt ernannte Mitglieder: 27 Sitze, davon sind 24 für Frauen reserviert, 2 für junge Menschen und 1 Sitz für Menschen mit Behinderung

Die letzten Wahlen fanden 2024 statt. Die Parteienlandschaft wird von der Partei des Präsidenten Paul Kagame, die Ruandische Patriotische Front, RPF (Front Patriotique Rwandais, FPR) dominiert. Weitere Parteien sind zudem mit der RPF verbündet und bilden zusammen eine Wahlkoalition.
| Party                                         | Party                                         | Party                                         | Stimmenanteil | %     | Mandate | ±  |
| --------------------------------------------- | --------------------------------------------- | --------------------------------------------- | ------------- | ----- | ------- | -- |
|                                               | Wahlkoalition Front                           | Ruandische Patriotische Front (RPF)           | 6.126.433     | 68,83 | 37      | -3 |
| Centrist Democratic Party (PDC)               | Wahlkoalition Front                           |                                               | 6.126.433     | 68,83 | 37      | -3 |
| Ideal Democratic Party (PDI)                  | Wahlkoalition Front                           |                                               | 6.126.433     | 68,83 | 37      | -3 |
| Party for Progress and Concord (PPC)          | Wahlkoalition Front                           |                                               | 6.126.433     | 68,83 | 37      | -3 |
| Democratic Union of the Rwandan People (UDPR) | Wahlkoalition Front                           |                                               | 6.126.433     | 68,83 | 37      | -3 |
| Rwandan Socialist Party                       | Wahlkoalition Front                           |                                               | 6.126.433     | 68,83 | 37      | -3 |
|                                               | Social Democratic Party (PSD)                 | Social Democratic Party (PSD)                 | 767.143       | 8,62  | 5       | 0  |
|                                               | Liberal Party (OL)                            | Liberal Party (OL)                            | 770.896       | 8,66  | 5       | +1 |
|                                               | Ideal Democratic Party (PDI)                  | Ideal Democratic Party (PDI)                  | 410.513       | 4,61  | 2       | +1 |
|                                               | Demokratische Grüne Partei Ruandas (DGPR)     | Demokratische Grüne Partei Ruandas (DGPR)     | 405.893       | 4,56  | 2       | 0  |
|                                               | Social Party Imberakuri (PS-Imberakuri)       | Social Party Imberakuri (PS-Imberakuri)       | 401.524       | 4,51  | 2       | 0  |
|                                               | Unabhängige (1 Kandidat: Janvier Nsengiyumva) | Unabhängige (1 Kandidat: Janvier Nsengiyumva) | 19.051        | 0,21  | 0       | 0  |
|                                               | Indirekt bestimmte Abgeordnete                | Indirekt bestimmte Abgeordnete                | –             | –     | 27      | –  |
| Ungültig                                      |                                               |                                               |               |       |         |    |
| Gesamt                                        | Gesamt                                        | Gesamt                                        |               | 100   | 80      | 0  |
| Wähler/Wahlbeteiligung                        |                                               |                                               |               |       |         |    |
| Quelle:                                       |                                               |                                               |               |       |         |    |

## Abgeordnete

### RPF-Wahlkoalition
37 Sitze:
- Speciose Ayinkamiye
- Damien Nyabyenda
- Beline Uwineza
- Emmanuel Ndoriyobijya
- Veneranda Uwamariya
- Emmanuel Karemera
- Furaha Emma Rubagumya
- Benoit Senani
- Winifrida Mpembyemungu
- Eugène Mussolin
- Odette Uwamariya
- Barthelemy Karinijabo
- Christine Bakundufite
- Philibert Uwiringiyimana
- Cecille Murumunawabo
- Diogene Bitunguramye
- Pie Nizeyimana (UDPR)
- Sylvie Muyango Mukayiranga
- Deogratias Nzamwita
- Marie Therese Uwizeye
- Joseph Ndereremungu
- Yvonne Mujawabega
- Egide Nkuranga
- Christine Nyiramana
- Anastase Nabahire
- Therence Kayigire
- Beth Murora
- James Kanamugire
- Jean Paul Munyandamutsa
- Jennifer Wibabara
- Epiphanie Mukampunga
- Etienne Mvano Nsabimana
- Liliane Umutesi
- Prisca Uwamahoro
- Jean Sauveur Kalisa
- Spéciose Mukandanga
- Germain Musonera

### Liberal Party
5 Sitze:
- Théogène Munyangeyo
- Balinda Rutebuka
- Gloriose Mukamwiza
- Erneste Nsangabandi
- Aimee Marie Ange Tumukunde

### Social Democratic Party
5 Sitze:
- Valens Muhakwa
- Jeanne d’Arc de Bonheur
- Gallican Niyongana
- Marie Therese Uwubutatu
- Deogratias Bizimana Minani

### Ideal Democratic Party
2 Sitze:
- Musa Fazil Harerimana
- Wassila Niwemahoro

### Demokratische Grüne Partei Ruandas
2 Sitze:
- Jean Claude Ntezimana
- Carine Maombi

### PS-Imberakuri
2 Sitze:
- Christine Mukabunani
- Jean Rene Niyorurema

### Frauenrepräsentantinnen
24 Sitze:
- Olive Uwamurera
- Eliane Mukarusagara
- Madina Ndangiza
- Ingrid Marie Parfaite Izere
- Gertrude Kazarwa
- Lydia Mushimiyimana
- Christine Kanyandekwe
- Alphonsine Mukamana
- Solange Uwingabe
- Judith Mukarugwiza
- Francine Tumushime
- Marie Claire Uwumuremyi
- Jeannette Uwababyeyi
- Sarah Kayitesi
- Germaine Mukabalisa
- Hope Gasatura Tumukunde
- Aline Ingabire
- Francoise Mukandekezi
- Angelique Nyirabazayire
- Alice Muzana
- Gloriose Sibobugingo
- Salama Uwamurera
- Phoebe Kanyange
- Donatha Gihana

### Jugendrepräsentanten
2 Sitze:
- Vanessa Umuhoza Gashumba
- Venuste Icyitegetse

### Behindertenrepräsentant
1 Sitz:
- Olivia Mbabazi

## Parlamentsgebäude

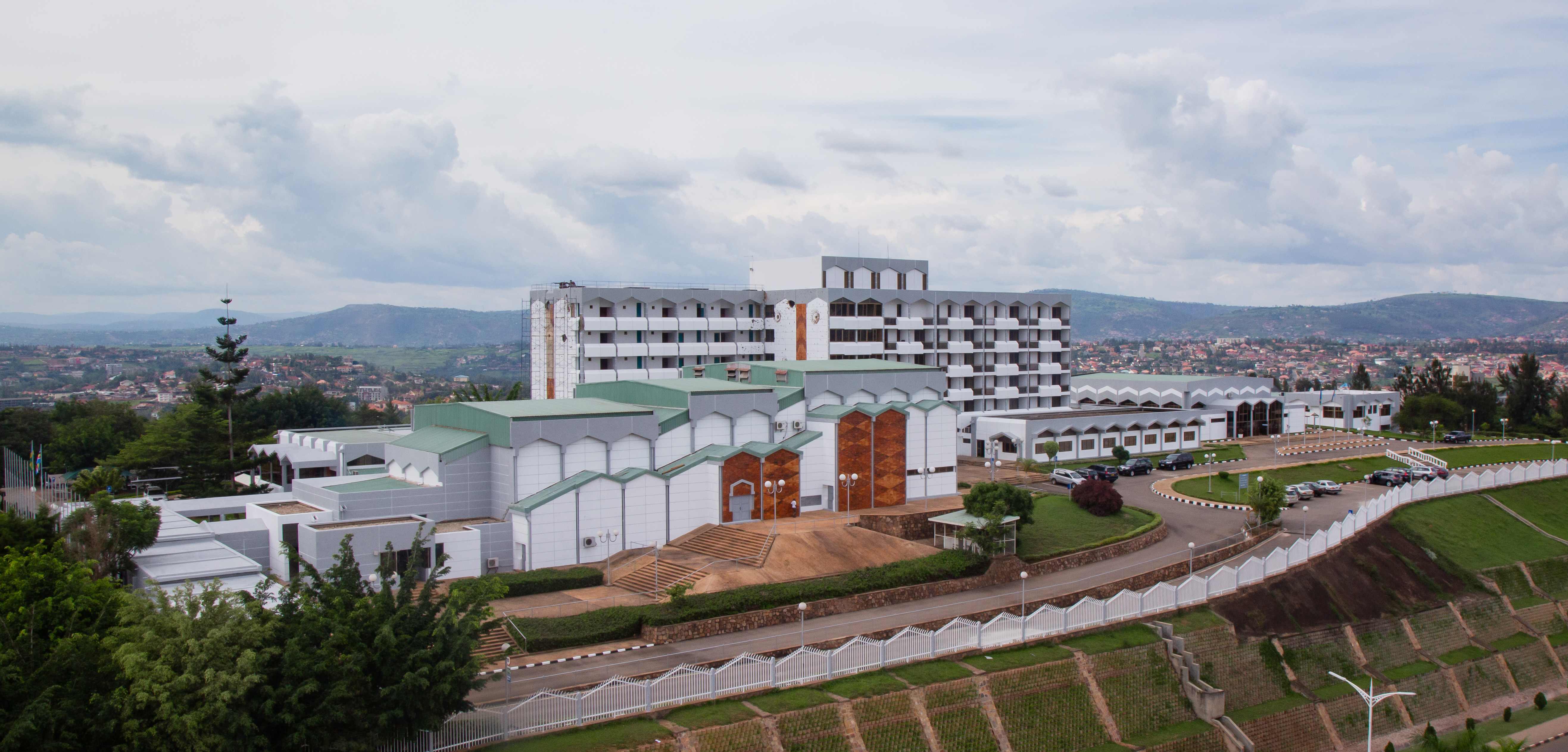
Parlamentsgebäude von Ruanda in der Hauptstadt Kigali (2019)

Das Parlamentsgebäude steht in der Hauptstadt Kigali im Distrikt Gasabo in der Zelle Kamukina des Sektors Kimihurura.